# نيكوس نيكولاو
نيكوس نيكولاو (باليونانية: Νίκος Νικολάου)‏ (5 أغسطس 1973 بليماسول في قبرص - ) هو مدرب كرة قدم ولاعب كرة قدم قبرصي في مركز الوسط. شارك مع منتخب قبرص لكرة القدم. أما مع النوادي، فقد لعب مع أنورثوسيس فاماغوستا ونيا سلاميس فاماغوستا.

## مسيرته الكروية
لعب نيكوس نيكولاو خلال مسيرته الاحترافية مع ناديين في ثمانية عشر موسمًا وسجل خلالها 52 هدفًا ضمن 311 مباراة. حيث فاز في ثلاثة مواسم بالكأس وفي موسمين بالدوري.
خاض نيكوس نيكولاو مسيرته مع نادي نيا سلاميس فاماغوستا في موسم 1991–92 ليلعب معه عشرة مواسم، مشاركًا في 141 مباراة سجل خلالها 12 هدفًا. ثم انتقل إلى نادي أنورثوسيس فاماغوستا في موسم 2001–02 ليلعب معه ثمانية مواسم، حيث شارك في 170 مباراة سجل خلالها 40 هدف.

## وصلات خارجية
- نيكوس نيكولاو على موقع قاعدة بيانات كرة القدم.إي يو (الإنجليزية)
- نيكوس نيكولاو على موقع ناشيونال فوتبول تيمز (الإنجليزية)